# Diocèse de Mantoue
Le diocèse de Mantoue (en latin : Dioecesis Mantuana ; en italien : Diocesi di Mantova) est un diocèse de l'Église catholique en Italie, suffragant de l'archidiocèse de Milan et appartenant à la région ecclésiastique de Lombardie.

## Territoire
Le diocèse est situé dans une grande partie de la province de Mantoue, l'autre partie de la province étant dans le diocèse de Crémone. Il possède aussi les communes de Ostiano et de Volongo situé sur la province de Crémone. Son territoire est de 2 080 km2 divisé en 168 paroisses regroupées en 7 archidiaconés. L'évêché est à Mantoue où se trouve la cathédrale saint Pierre. Dans la même ville, la basilique Saint-André de Mantoue garde des reliques du Précieux Sang.

Localisation du diocèse.
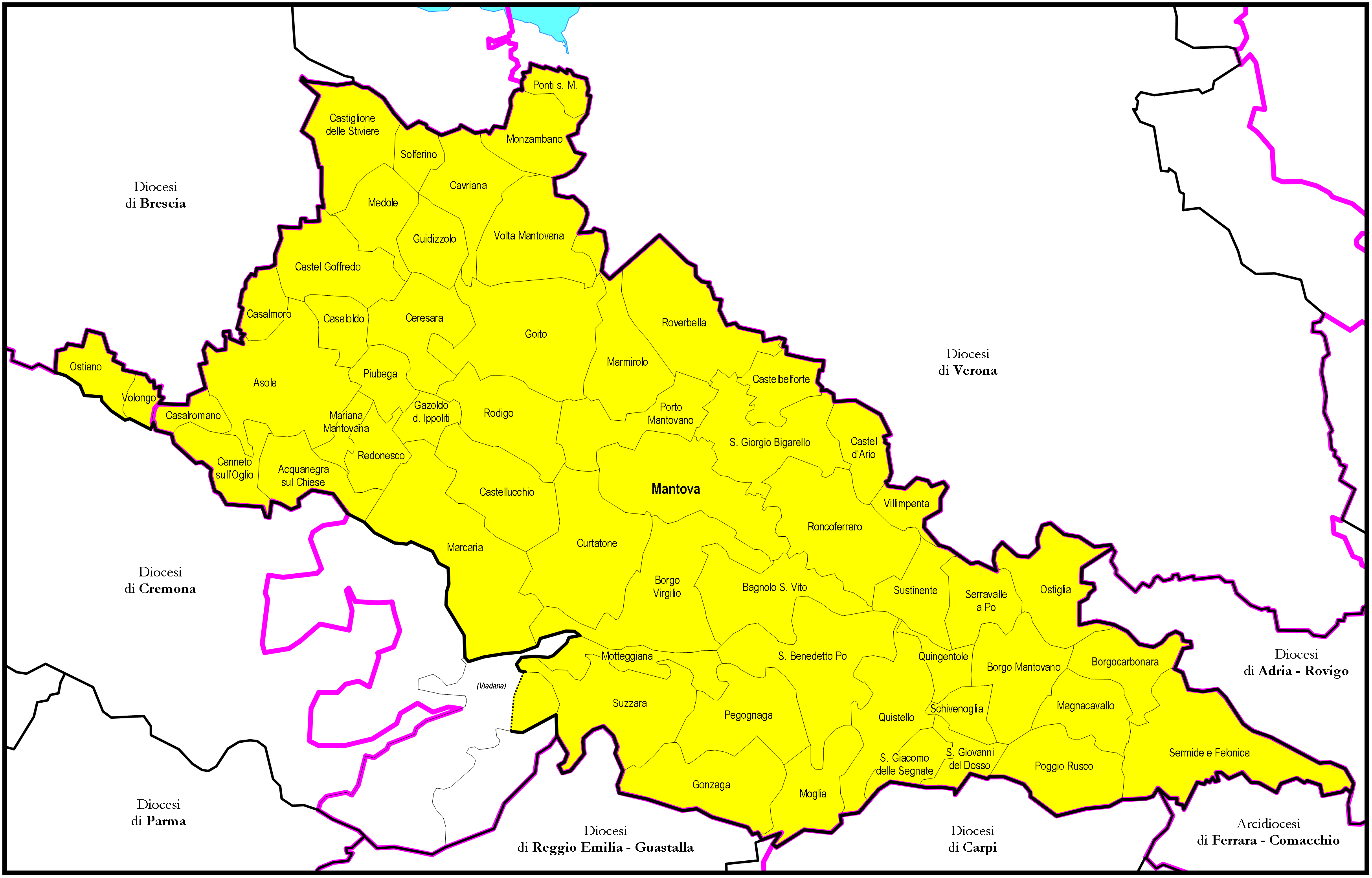
Territoire du diocèse de Mantoue.

## Histoire
La tradition fait remonter la naissance du diocèse de Mantoue en 804, à la suite de la visite du pape Léon III à Mantoue. Il érige le diocèse en prenant sur territoire du diocèse de Vérone. Bien que les premières preuves documentées de la présence du diocèse remontent au début du IXe siècle, d'autres thèses avancent que le diocèse serait né vers 760, voire au VIIe siècle. D'autres hypothèses affirment que le diocèse existait déjà avant l'arrivée des Lombards ; leur arrivée et la destruction de la ville conduit à la suppression du diocèse, qui est rétabli au début du IXe siècle. Une confirmation partielle de ces thèses est le fait qu’en 827 un important concile se réunit à Mantoue dans le but de mettre fin au différend entre les patriarcats d'Aquilée et de Grado. Cela n’aurait pas été possible si Mantoue n’avait pas joui d’un ancien prestige et d'une ancienne tradition ecclésiale.
Un décret de l'empereur Conrad II le Salique de 1037 contient la plus ancienne liste de piève de l'évêque de Mantoue, pour un total de 35. Bien que les évêques de Mantoue n'aient jamais eu de véritable seigneurie, ils exercent certains droits temporels, en particulier sur certains châteaux de l'Oltrepò. À partir du XIVe siècle, les évêques reçoivent le titre de prince du Saint-Empire romain germanique et, malgré l'opposition des empereurs, continuent à utiliser ce titre jusqu'à la fin du XVIIIe siècle. Le 13 avril 1452, Mantoue, qui était jusqu'alors suffragant du patriarcat d'Aquilée, devient diocèse immédiatement soumis au Saint-Siège. De 1466 à 1566, le siège épiscopal fut pendant un siècle la prérogative de la maison de Gonzague, d'abord des marquis puis des ducs de Mantoue. Même plus tard, il y aura des évêques de cette famille importante.
Au début du XVIIe siècle, l'épiscopat de François Gonzague est remarquable. Il fonde le séminaire diocésain et consacre la cathédrale ; son procès de béatification est ouvert. En 1803, le concordat napoléonien prévoit le passage de Mantoue à la province ecclésiastique de l'archidiocèse de Ferrare, disposition qui demeure toutefois sans effet. Au lieu de cela, le 9 février 1820, il devient une partie de la province ecclésiastique de l'archidiocèse de Milan. Le 12 septembre 1818, le pape Pie VII décrète la suppression de l'abbaye territoriale d'Asola ; sur ses treize paroisses, onze sont incorporés au diocèse de Mantoue et deux à celui de Brescia.
Lors du Risorgimento, Mgr Pietro Rota n'obtient pas l'exequatur et ne peut donc pas prendre possession du diocèse et résider dans le palais épiscopal. Pendant un certain temps, il est même emprisonné et voit le séminaire diocésain fermé par les autorités civiles. Il fonde la revue Il Vessillo Cattolico, publiée de 1872 à 1876.

## Source
- Catholic-hierarchy

### Article lié
- Liste des diocèses et archidiocèses d'Italie